# Muzeum Kapliczek w Surażu
Suraskie Muzeum Kapliczek w Surażu – prywatne muzeum z siedzibą w Surażu (powiat białostocki), będące prywatnym przedsięwzięciem Ryszarda Niedzielskiego.
Muzeum zostało otwarte w 2008 roku. W jego zbiorach znajduje się ok. 100 kapliczek, będących dziełami miejscowych twórców ludowych, przedstawiających Jezusa Chrystusa, Matkę Boską oraz świętych kościoła katolickiego (m.in. św. Florian, św. Jan Nepomucen, św. Roch, św. Ambroży, św. Wawrzyniec). Większość zbiorów mieści się w zaadaptowanej werandzie, natomiast kilka figur stanowi ekspozycję plenerową.

Dom, do którego przylega weranda będąca miejscem ekspozycji, dzięki staraniom właściciela w 2008 roku uzyskał wyróżnienie w konkursie na najlepiej zachowane zabytki wiejskiego budownictwa drewnianego w województwie podlaskim.